# Chytrý reproduktor

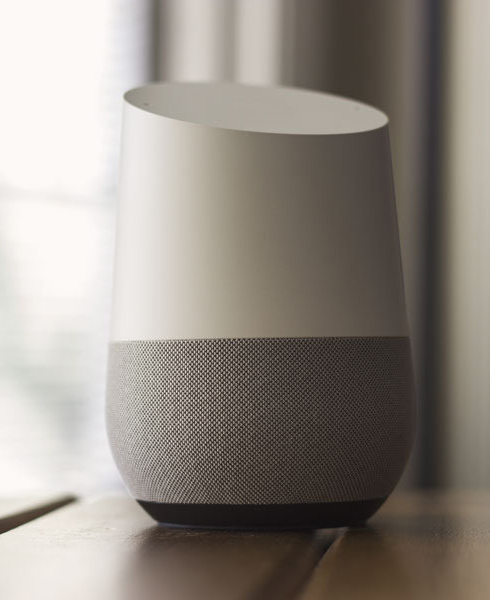
Chytrý reproduktor Google Home

„Chytrý reproduktor“ je typ bezdrátového reproduktoru a hlasem ovládané zařízení s integrovaným virtuálním asistentem, který nabízí interaktivní akce a aktivaci pomocí jednoho či dvou „horkých slov“. Uživatelé mohou například pokládat asistentům otázky, ovládat domácí automatizované zařízení, přehrávat média a spravovat další základní úkoly, jako jsou e-maily, seznamy úkolů a kalendáře. Některé chytré reproduktory využívají také Wi-Fi, Bluetooth a další bezdrátové standardy pro rozšíření využití, mimo přehrávání zvuku, například pro ovládání zařízení chytrých domů.
K zimě 2017 je odhadováno, že 39 milionů Američanů (16 % obyvatelstva starších 18 let) vlastní chytrý reproduktor. Odhad z jara 2018 udává, že Amazon zabírá 73 % a Google Home 14 % tohoto trhu, zbytek tvoří reproduktory ostatních výrobců.

## Zařízení
| Název                | Vlastník                            | Zařízení                           | Prodáno                       | Jazyk/stát | Rok           |
| -------------------- | ----------------------------------- | ---------------------------------- | ----------------------------- | --- | ------------- |
| Alisa                | Yandex                              | Yandex Station                     |                               | Rusko | červenec 2018 |
| AliGenie             | Alibaba Group                       | Tmall Genie                        |                               | Čína | srpen 2017    |
| Amazon Alexa         | Amazon                              | Amazon Echo, Amazon Tap, Sonos One | 31 milionů v USA (leden 2018) | Angličtina (USA, Velká Británie, Irsko, Kanada a Austrálie), francouzština (Francie a Kanada), němčina, italština, japonština, portugalština (Brazílie) a španělština (Španělsko a Mexiko). (Léto 2019) | listopad 2014 |
| Ambient OS           | Essential Products                  | Essential Home (ve vývoji)         |                               | |               |
| Apple Home Kit       | Apple                               | Invoxia Triby                      |                               | |               |
| Siri                 | Apple                               | Apple HomePod                      |                               | Arabština, čínština, dánština, nizozemština, angličtina, finština, francouzština, němčina, hebrejština, italština, japonština, korejština, malajština, norština, portugalština, ruština, španělština, švédština, thajština a turečtina. (Léto 2019)                                                        |               |
| DuerOS Open Platform | Baidu                               | Xiaoyu, RavenH                     |                               | Čína | jaro 2017     |
| Clova                | Naver Corporation, Line Corporation | Clova Wave, Clova Friends          |                               | Japonsko a Korea | léto 2017     |
| Google Asistent      | Google                              | Google Home, Home Max, Home Mini   | 14 milionů v USA (leden 2018) | Angličtina (USA, Velká Británie, Kanada, Austrálie, Indie a Singapur), dánština, nizozemština, francouzština (Francie a Kanada), němčina (Rakousko a Německo), hindština, italština, japonština, korejština, norština, portugalština (Brazílie), španělština (Španělsko a Mexiko) a švédština (Léto 2019). | listopad 2016 |
| Microsoft Cortana    | Microsoft                           | Invoke                             |                               | Angličtina (USA, Velká Británie, Kanada, Austrálie a Indie), čínština, francouzština, němčina, italština, japonština, portugalština (Brazílie), španělština (Španělsko a Mexiko). (Září 2019) | září 2017     |
| Xiaowei              | Tencent                             | připravované                       |                               | Čína |               |
| Bixby                | Samsung                             | Samsung Galaxy Home                |                               | Angličtina (USA, Velká Británie a Indie), francouzština, korejština, čínština, němčina, španělština a italština. |               |